# Rebekka Danielsen
Rebekka Eschen Danielsen (født 10. marts 2000) er en færøsk fodboldspiller, der spiller for den norske klub Hinna  og Færøernes kvindelandshold i fodbold 